# Горні Среджани
45°31′ пн. ш. 17°09′ сх. д. / 45.52° пн. ш. 17.15° сх. д.
Горні Среджани (хорв. Gornji Sređani) — населений пункт у Хорватії, у Б'єловарсько-Білогорській жупанії у складі громади Дежановаць.

## Населення
Населення за даними перепису 2011 року становило 265 осіб.
Динаміка чисельності населення поселення: